# Ямайка на юношеских Олимпийских играх
Ямайка принимает участие в юношеских Олимпийских играх: в летних Играх — начиная с Игр 2010 года, в зимних Играх — начиная с Игр 2016 года.
Спортсмены Ямайки на всех юношеских Олимпийских играх выиграли в сумме 7 медалей, из них 4 золотых, все медали завоёваны на летних Играх; в неофициальном медальном зачёте спортивная делегация Ямайки занимает 48-е место.

## Медальный зачёт

### Медали на летних юношеских Олимпийских играх
| Игры              | Участников | Золото | Серебро | Бронза | Всего | Место |
| 2010 Сингапур     | 15         | 1      | 0       | 0      | 1     | 50    |
| 2014 Нанкин       | 20         | 3      | 1       | 0      | 4     | 23    |
| 2018 Буэнос-Айрес | 12         | 0      | 1       | 1      | 2     | 76    |
| Всего             | Всего      | 4      | 2       | 1      | 7     | 42    |

### Медали на зимних юношеских Олимпийских играх
| Игры             | Участников     | Золото         | Серебро        | Бронза         | Всего          | Место          |
| 2016 Лиллехаммер | 1              | 0              | 0              | 0              | 0              | —              |
| 2020 Лозанна     | не участвовали | не участвовали | не участвовали | не участвовали | не участвовали | не участвовали |
| Всего            | Всего          | 0              | 0              | 0              | 0              | —              |